# BeeRides Car Sharing
A BeeRides Car Sharing egy magyar–német reptéri autómegosztó szolgáltatás, amely segítségével az autóval a reptérre érkezők ingyen parkolhatnak, továbbá bevételhez is juthatnak, azért cserébe, hogy autójukat bérbeadják azok számára, akik olcsón szeretnének autót bérelni a reptereken. Azon autótulajdonosok, akik hosszú távon adják bérbe autójukat, az ingyenes parkolás mellett garantált havi bevételben is részesülnek. A cég 2015 óta jelen van a Budapest Liszt Ferenc nemzetközi repülőtéren, 2018 óta Németország két legforgalmasabb repülőterén, a frankfurti repülőtéren és a düsseldorfi repülőtéren, valamint a Berlin Schönefeld repülőtéren is.

## Történet
A BeeRides Car Sharinget 2015-ben alapította Bősze Botond, Bozóki Szilárd és Szot Márton. A menedzsmentcsapathoz csatlakozott 2018-ban Kálcsics Gergő. A cég jelenleg (2019) 10 embert foglalkoztat, bevételük túlnyomó része Magyarországon kívülről érkezik, több, mint 50 országból használták már a cég szolgáltatásait. A 2015-ös indulás óta több, mint 15 000 bérlési és több, mint 30 000 parkolási napot regisztráltak a BeeRides Car Sharingnél. A cég eddig összesen több mint 1 000 000 € befektetést kapott. A befektetők között magyar, európai és amerikai cégek és magánemberek is megtalálhatóak.  

## Koncepció
A BeeRides Car Sharing ingyenes parkolást kínál a reptérről elutazni kívánó autótulajdonosoknak, a beparkoló autókat pedig bérbe adják teljes körű biztosítás mellett az érkező, mobilitásra vágyó turistáknak. Az ingyenes parkolás mellett az autótulajdonosok az autó bérbeadásából származó díj felét is megkapják, és a bérbeadást követően ingyenes autómosásban részesülnek. A hosszú távon, minimum 30 napra parkoló autótulajdonosok számára a BeeRides Car Sharing havonta garantált összeget fizet, ami az autó évjáratától és típusától függ. Az autóbérlők számára a BeeRides Car Sharing egyedi autókat és legjobb árgaranciát kínál, valamint a csapat által fejlesztett úgynevezett okos kulcsszekrény (Smart Locker) segítségével az ügyfelek sorban állás nélkül vehetik át vagy adhatják le az autók kulcsát, valamint papírjait. Az okos kulcsszekrény biztosítja továbbá azt is, hogy a BeeRides az ügyfelekkel kizárólag online, papírmentes szerződéseket kössön. A cég szolgáltatásait, az autók beparkolását vagy bérlését kizárólag a beerides.com weboldalon lehetséges megtenni, helyszíni és telefonos beparkolásra vagy autóbérlésre nincs lehetőség.

## Nemzetközi terjeszkedés

### Dortmundi repülőtér
Két év Budapesten szerzett működési tapasztalatot követően a BeeRides Car Sharing 2017 júniusában megnyitotta első németországi lokációját a dortmundi repülőtéren. A dortmundi repülőtéren történő működést a reptér méretéből adódóan a cég 2018-ban felfüggesztette.

### Düsseldorfi repülőtér
A 2017-es dortmundi nyitást követő évben, 2018 áprilisában a BeeRides Car Sharing elérhetővé vált Düsseldorfban is, a Németország harmadik legnagyobb utasforgalommal rendelkező düsseldorfi repülőtér közelében. A budapesti lokációhoz hasonlóan a cég Németországban is helyi parkoló üzemeltető partnerekkel együtt működteti szolgáltatását.

### Berlin-Schönefeld repülőtér
A következő reptér nem sokkal később a Berlinben található, éves szinten a budapesti repülőtérhez hasonló, 13 millió fős utasszámmal rendelkező Berlin Schönefeld repülőtér volt 2018 augusztusában.

### Frankfurti repülőtér
2018 októberében, a sikeres düsseldorfi és berlini nyitást követően a BeeRides a legnagyobb német repülőtéren, Frankfurtban is elindította működését.

## Flotta
A BeeRides Car Sharing jelenlegi autóflottájában (a többi Magyarországon működő autómegosztó céggel ellentétben) megtalálhatóak magánszemélyek bérbeadásra kínált autói. A cég elmondása szerint a tulajdonosok között megtalálható olyan, aki pár hétre utazik el, aki külföldön kapott hosszabb távú munkalehetőséget, de autója Magyarországon maradt, illetve olyan is, aki befektetési céllal vásárolt autót, majd azt adta bérbe. A cég a minőség folyamatos fenntartása érdekében professzionális autóflottával is rendelkezik.

## Elismerések
A BeeRides Car Sharing indulása óta a következő díjakban részesült:
- 2016 júliusában a BeeRides nyerte a Budapesten tartott Ford Applink Mobility Challange versenyt. A verseny megnyerésével jogosultak lettek a szereplésre a Ford 24 órás AppLink Developer Challenge nemzetközi versenyén 2016 szeptemberében Berlinben. A 140 000 € összdíjazású versenyt a BeeRides másik 7 céggel együtt nyerte meg.[10]
- A 2016 novemberében Párizsban megrendezésre kerülő eDigital Challange versenyen a cég a Digital Cities kategóriában lett döntős, szerepléséért oklevélben részesült.[11]
- A BeeRides ezen kívül a Budapesti Vállalkozási Közalapítvány által szervezett Be Smart startup versenyein ért el sikereket és részesült díjakban. 2017-ben az 5. Be Smart versenyt,[12] 2018-ban a 7. és 8. Be Smart startup versenyt nyerte meg.[13]